# 迭戈·德·利马·巴塞罗斯
迭戈·德·利馬·巴塞羅斯（Diego de Lima Barcelos，1985年4月5日—），常被称为迪亞哥，出生于巴西聖佩德羅蘇拉，是一名巴西职业足球运动员，现效力于葡萄牙足球超级联赛球会国民队。

## 俱乐部生涯
迭戈12岁入选國際體育會少年队，17岁被提拔到一线队，曾经被视为巴西队的希望之星，2004年，他在南美解放者杯半决赛客场挑战博卡青年的比赛中打进一球，引起了欧洲俱乐部的注意。但是此后他的表现却归于平庸，在國際體育會逐渐失去主力位置，后来曾以外借身份效力山度士、費古倫斯、利斯菲體育會等巴西球會。
2007年12月，迭戈以370万人民币的身价加盟中超升班马广州医药队，成为广州足球历史上身价最高的外援。迭戈在2008年中国足球超级联赛中表现出色，成为广州队进攻的组织核心，对手只能用犯规战术来阻止他的突破。2008年4月27日，迭戈在客场挑战辽宁宏运的比赛中打进加盟广州队的第一个进球。当赛季迭戈打进6个联赛进球，帮助广州队完成联赛目标。 
迭戈在广州队的表现引起了一些韩国和日本球会的注意，为了挽留迭戈，广州队在國際體育會租借了他的雙胞胎兄弟迪奥哥，迭戈最终留在广州队参加2009赛季。但由于伤病困扰再加上对手的重视，迭戈的表现不如2008赛季出色，整个赛季仅打进3球。
2010年1月，迭戈和葡萄牙足球超级联赛球会国民签订4年半的合同。1月30日，他在和0比4输给波尔图的联赛中替补出场，首次在葡超亮相。4月18日，迭戈打进在葡超的第一个进球，帮助国民队2比0击败对手，之后他又连续取得进球，2009/10赛季中他共出场7次，打进3球。2010/11赛季，迭戈在联赛一开始依然是球队的主力，但由于受到伤病困扰，之后并没有获得太多出场机会。2011年1月16日，迭戈在和里奥艾维的比赛中打进新赛季的首个进球，帮助国民队1比0击败对手。之后半个赛季他一直占据球队主力位置，2010/11赛季共在葡超联赛出场24次，打进4球，是国民队在联赛中的最佳射手。
2011/12赛季开始，迭戈在国民队的球衣号变为象征球队核心球员的10号。

## 国家队生涯
迭戈入选过巴西各个级别的青年国家队。2004年入选巴西U19队参加2005年世界青年足球锦标赛南美区预选赛并帮助巴西队晋级正赛。이런저런
이윤석

## 荣誉
- 南里奥格兰德州联赛冠军：2003、2004、2005
- 伯南布哥州联赛冠军：2007

## 家庭
迭戈的父亲卡洛斯曾经在國際體育會踢右边卫。
他的雙胞胎兄弟迪奥哥也是國際體育會球員，2009年被租借到中超球會广州医药，两兄弟成为队友。